# Confine tra Arabia Saudita e Iraq
Il confine tra l'Arabia Saudita e l'Iraq ha una lunghezza di 811 km e parte dal triplice confine con la Giordania a ovest fino al triplice confine con il Kuwait a est.

## Descrizione
Il confine inizia a ovest al triplice confine con la Giordania, e consiste in sei linee rette orientate ampiamente a sud-est, che raggiungono infine il triplice confine con il Kuwait sul Wadi Al-Batin. 

## Storia
Storicamente non c'era un confine chiaramente definito in quest'area della penisola arabica. All'inizio del XX secolo l'Impero ottomano controllava ciò che oggi è l'Iraq, con le aree più a sud costituite da gruppi arabi vagamente organizzati, che formavano occasionalmente emirati, il più importante dei quali era l'Emirato del Najd e di al-Ahsa' governato dalla famiglia al-Saud.
Durante la prima guerra mondiale una rivolta araba, sostenuta dalla Gran Bretagna riuscì a rimuovere gli ottomani dalla maggior parte del Medio Oriente. Come risultato dell'accordo segreto anglo-francese Sykes-Picot del 1916 la Gran Bretagna ottenne il controllo dei Vilayets ottomani di Mossul, Baghdad e Bassora, riorganizzati nel mandato dell'Iraq nel 1920. Nel frattempo Ibn Saud era riuscito ad espandere notevolmente i suoi domini, proclamando infine il Regno dell'Arabia Saudita nel 1932. 
Nel dicembre 1922 Percy Cox, l'alto commissario britannico in Iraq, incontrò ibn Saud e firmò il Protocollo di Uqair, che definì i confini dell'Arabia Saudita sia con il Kuwait che con l'Iraq. Il confine che si creò differiva leggermente dalla frontiera moderna, con un "nodo" saudita nella sezione centro-meridionale. Venne creata anche una zona neutrale saudita-irachena, immediatamente a ovest del Kuwait. Questo confine fu confermato dall'accordo Bahra nel novembre 1925.
La zona neutrale saudita-irachena fu divisa nel 1975 e un trattato di confine finale venne firmato nel 1981, che sembra anche aver voluto "appianare" il nodo saudita. I dettagli di questo trattato non furono rivelati fino al 1991, quando l'Arabia Saudita depositò gli accordi presso le Nazioni Unite dopo la guerra del Golfo. La guerra del Golfo ha seriamente inasprito le relazioni tra i due paesi. L'Iraq ha lanciato missili scud nel territorio saudita e ha anche violato il confine tra Kuwait e Arabia Saudita.

### Barriera
Nell'aprile 2006, mentre l'Iraq stava vivendo un alto livello di violenza settaria, l'Arabia Saudita ha iniziato a indire gare d'appalto per costruire una barriera di confine sotto forma di recinzione lungo il confine nel tentativo di impedire che la violenza in Iraq si riversasse nel proprio territorio. La recinzione proposta avrebbe una lunghezza di circa 900 chilometri (560 mi) lungo l'isolato confine desertico settentrionale dell'Arabia Saudita con l'Iraq. Faceva parte di un pacchetto più ampio di costruzione di recinzioni per proteggere tutti i 6.500 km di confine dell'Arabia Saudita. Essa integrerebbe la banchina di sabbia esistente alta 7 metri che corre lungo il confine, di fronte al quale si trova una striscia di terra di nessuno di 8 km che viene regolarmente spazzata liscia in modo da rintracciare gli intrusi.
Le proposte al riguardo non sono state attuate fino al settembre 2014, quando la guerra civile irachena si era intensificata in seguito dell'ascesa dello Stato Islamico dell'Iraq e del Levante. L'occupazione da parte dell'ISIL di gran parte dell'Iraq occidentale gli aveva conferito un sostanziale confine terrestre con l'Arabia Saudita a sud, e la barriera ha assunto lo scopo di impedire ai militanti dell'ISIL di entrare in Arabia Saudita.

## Valichi di frontiera
- Arar [13]